# Giolou
Giolou (en griego: Γιόλου) es un pueblo en el Distrito de Pafos de Chipre, situado a 5 km al norte de Stroumpi.